# Lista de jogos de futebol do Clube de Regatas do Flamengo em 2022
Esta é a lista de jogos de futebol disputados pelo Clube de Regatas do Flamengo na temporada de 2022.

## Campanha
Essa foi a campanha na temporada 2022:
| v d e              | Mandante | Visitante | Clássicos | Total |
| ------------------ | -------- | --------- | --------- | ----- |
| Jogos              | 33       | 33        | 11        | 77    |
| Vitórias           | 24       | 16        | 6         | 46    |
| Empates            | 6        | 9         | 1         | 16    |
| Derrotas           | 3        | 8         | 4         | 15    |
|                    |          |           |           |       |
| Gols marcados      | 73       | 53        | 12        | 138   |
| Gols sofridos      | 20       | 35        | 10        | 65    |
| Saldo de gols      | +53      | +18       | +2        | +73   |
|                    |          |           |           |       |
| Aproveitamento (%) | 78,8%    | 57,6%     | 57,6%     | 66,7% |

Legenda:      Vitória —      Empate —      Derrota —      Clássico

## Mês a mês

### Janeiro
| 26 de janeiro T. GB – 1.ª | Flamengo              | 2 – 1                            | Portuguesa-RJ | Rio de Janeiro                                                                                |  |
| 21:35                     | Lázaro 5' (pen.), 54' | Súmula (FERJ) ge FlaEstatísticas | Sanchez 61'   | Estádio: Luso-Brasileiro Público: 3 116 Renda: R$ 80 745,00 Árbitro: RJ Bruno Arleu de Araújo |  |

| 29 de janeiro T. GB – 2.ª | Volta Redonda | 0 – 0                            | Flamengo | Volta Redonda                                                                                      |  |
| 18:00                     |               | Súmula (FERJ) ge FlaEstatísticas |          | Estádio: Raulino de Oliveira Público: 2 705 Renda: R$ 75 850,00 Árbitro: RJ Grazianni Maciel Rocha |  |

### Fevereiro
| 2 de fevereiro T. GB – 3.ª | Flamengo                           | 3 – 0                            | Boavista-RJ | Volta Redonda                                                                                               |  |
| 19:15                      | Marinho 21' · Pedro 61' · Gabi 82' | Súmula (FERJ) ge FlaEstatísticas |             | Estádio: Raulino de Oliveira Público: 9 124 Renda: R$ 275 763,00 Árbitro: RJ Maurício Machado Coelho Júnior |  |

| 6 de fevereiro T. GB – 4.ª | Flamengo | 0 – 1                            | Fluminense | Volta Redonda                                                                                                   |  |
| 16:00                      |          | Súmula (FERJ) ge FlaEstatísticas | Arias 88'  | Estádio: Raulino de Oliveira Público: 20 485 Renda: R$ 755 733,00 Árbitro: RJ Alexandre Vargas Tavares de Jesus |  |

| 10 de fevereiro T. GB – 5.ª | Audax Rio        | 1 – 2                            | Flamengo                    | Volta Redonda                                                                                     |  |
| 19:00                       | Hugo Sanches 70' | Súmula (FERJ) ge FlaEstatísticas | Gabi 45' · Kayck 60' (g.c.) | Estádio: Raulino de Oliveira Público: 4 002 Renda: R$ 122 790,00 Árbitro: RJ Rafael Martins de Sá |  |

| 13 de fevereiro T. GB – 6.ª | Flamengo                                                                          | 5 – 0                            | Nova Iguaçu | Volta Redonda                                                                                                  |  |
| 19:00                       | Gustavo Henrique 4' · De Arrascaeta 38' · Gabi 71' (pen.) · Pedro 84' · Diego 87' | Súmula (FERJ) ge FlaEstatísticas |             | Estádio: Raulino de Oliveira Público: 6 293 Renda: R$ 192 403,00 Árbitro: RJ Yuri Elino Ferreira da Cruz (CBF) |  |

| 16 de fevereiro T. GB – 7.ª | Madureira       | 1 – 2                            | Flamengo                               | Rio de Janeiro                                                                                           |  |
| 15:30                       | Ygor Catatau 2' | Súmula (FERJ) ge FlaEstatísticas | Éverton Ribeiro 49' · Willian Arão 68' | Estádio: Conselheiro Galvão Público: 1 293 Renda: R$ 80 760,00 Árbitro: RJ Rodrigo Carvalhães de Miranda |  |

|  | Atlético-MG |  | Flamengo |  |

| G               | 22 | Éverson            |       |       |
| Z               | 25 | Mariano            | 45+1' |       |
| Z               | 40 | Nathan Silva       | 33'   |       |
| Z               | 3  | Diego Godín        |       |       |
| Z               | 13 | Guilherme Arana    |       |       |
| M               | 8  | Jair               | 54'   |       |
| M               | 29 | Allan              |       | 90+4' |
| M               | 26 | Nacho Fernández    |       |       |
| A               | 17 | Jefferson Savarino |       | 72'   |
| A               | 7  | Hulk               |       |       |
| A               | 11 | Keno               |       | 72'   |
| Reservas:       |    |                    |       |       |
| G               | 32 | Rafael             |       |       |
| Z               | 2  | Guga               |       | 90+4' |
| Z               | 4  | Réver              |       |       |
| Z               | 6  | Dodô               |       |       |
| Z               | 16 | Igor Rabello       |       |       |
| M               | 5  | Otávio             |       |       |
| M               | 27 | Calebe             |       |       |
| M               | 30 | Dylan Borrero      |       |       |
| M               | 37 | Tchê Tchê          |       |       |
| A               | 10 | Vargas             |       | 72'   |
| A               | 18 | Sasha              |       |       |
| A               | 19 | Ademir             |       | 72'   |
| Treinador:      |    |                    |       |       |
| Antonio Mohamed |    |                    |       |       |

| G           | 45 | Hugo Souza      |       |     |
| Z           | 15 | Fabrício Bruno  |       |     |
| Z           | 23 | David Luiz      | 90+2' |     |
| Z           | 16 | Filipe Luís     |       | 81' |
| M           | 22 | Rodinei         |       | 81' |
| M           | 35 | João Gomes      | 79'   |     |
| M           | 5  | Willian Arão    |       |     |
| M           | 14 | De Arrascaeta   |       | 81' |
| M           | 7  | Éverton Ribeiro |       | 62' |
| A           | 27 | Bruno Henrique  |       | 71' |
| A           | 9  | Gabriel         | 57'   |     |
| Reservas:   |    |                 |       |     |
| G           | 1  | Diego Alves     |       |     |
| Z           | 4  | Leo Pereira     |       | 81' |
| Z           | 6  | Renê            |       |     |
| Z           | 34 | Matheuzinho     |       | 81' |
| Z           | 41 | Gabriel Noga    |       |     |
| Z           | 44 | Isla            |       |     |
| M           | 10 | Diego           |       | 71' |
| M           | 18 | Andreas Pereira |       |     |
| A           | 11 | Vitinho         |       | 81' |
| A           | 13 | Lázaro          |       | 62' |
| A           | 21 | Pedro           |       |     |
| A           | 31 | Marinho         |       |     |
| Treinador:  |    |                 |       |     |
| Paulo Sousa |    |                 |       |     |

| G               | 22 | Éverson            |       |       |
| Z               | 25 | Mariano            | 45+1' |       |
| Z               | 40 | Nathan Silva       | 33'   |       |
| Z               | 3  | Diego Godín        |       |       |
| Z               | 13 | Guilherme Arana    |       |       |
| M               | 8  | Jair               | 54'   |       |
| M               | 29 | Allan              |       | 90+4' |
| M               | 26 | Nacho Fernández    |       |       |
| A               | 17 | Jefferson Savarino |       | 72'   |
| A               | 7  | Hulk               |       |       |
| A               | 11 | Keno               |       | 72'   |
| Reservas:       |    |                    |       |       |
| G               | 32 | Rafael             |       |       |
| Z               | 2  | Guga               |       | 90+4' |
| Z               | 4  | Réver              |       |       |
| Z               | 6  | Dodô               |       |       |
| Z               | 16 | Igor Rabello       |       |       |
| M               | 5  | Otávio             |       |       |
| M               | 27 | Calebe             |       |       |
| M               | 30 | Dylan Borrero      |       |       |
| M               | 37 | Tchê Tchê          |       |       |
| A               | 10 | Vargas             |       | 72'   |
| A               | 18 | Sasha              |       |       |
| A               | 19 | Ademir             |       | 72'   |
| Treinador:      |    |                    |       |       |
| Antonio Mohamed |    |                    |       |       |

| G           | 45 | Hugo Souza      |       |     |
| Z           | 15 | Fabrício Bruno  |       |     |
| Z           | 23 | David Luiz      | 90+2' |     |
| Z           | 16 | Filipe Luís     |       | 81' |
| M           | 22 | Rodinei         |       | 81' |
| M           | 35 | João Gomes      | 79'   |     |
| M           | 5  | Willian Arão    |       |     |
| M           | 14 | De Arrascaeta   |       | 81' |
| M           | 7  | Éverton Ribeiro |       | 62' |
| A           | 27 | Bruno Henrique  |       | 71' |
| A           | 9  | Gabriel         | 57'   |     |
| Reservas:   |    |                 |       |     |
| G           | 1  | Diego Alves     |       |     |
| Z           | 4  | Leo Pereira     |       | 81' |
| Z           | 6  | Renê            |       |     |
| Z           | 34 | Matheuzinho     |       | 81' |
| Z           | 41 | Gabriel Noga    |       |     |
| Z           | 44 | Isla            |       |     |
| M           | 10 | Diego           |       | 71' |
| M           | 18 | Andreas Pereira |       |     |
| A           | 11 | Vitinho         |       | 81' |
| A           | 13 | Lázaro          |       | 62' |
| A           | 21 | Pedro           |       |     |
| A           | 31 | Marinho         |       |     |
| Treinador:  |    |                 |       |     |
| Paulo Sousa |    |                 |       |     |

| 23 de fevereiro T. GB – 8.ª | Botafogo               | 1 – 3                            | Flamengo                                  | Rio de Janeiro                                                                                 |  |
| 20:00                       | Leo Pereira 85' (g.c.) | Súmula (FERJ) ge FlaEstatísticas | Pedro 8' · Gabi 45+1' · De Arrascaeta 77' | Estádio: Nilton Santos Público: 12 743 Renda: R$ 463 425,00 Árbitro: RJ Grazianni Maciel Rocha |  |

| 27 de fevereiro T. GB – 9.ª | Flamengo                       | 2 – 2                            | Resende                               | Rio de Janeiro                                                                                                |  |
| 16:00                       | De Arrascaeta 87' · Gabi 90+3' | Súmula (FERJ) ge FlaEstatísticas | Emanuel Biancucchi 26' · Jeffinho 81' | Estádio: Nilton Santos Público: 9 127 Renda: R$ 321 880,00 Árbitro: RJ Felipe da Silva Gonçalves Paludo (CBF) |  |

### Março
| 6 de março T. GB – 10.ª | Flamengo                            | 2 – 1                            | Vasco da Gama   | Rio de Janeiro                                                                               |  |
| 16:00                   | Filipe Luís 10' · De Arrascaeta 89' | Súmula (FERJ) ge FlaEstatísticas | Gabriel Pec 50' | Estádio: Nilton Santos Público: 20 186 Renda: R$ 691 103,00 Árbitro: RJ Rafael Martins de Sá |  |

| 12 de março T. GB – 11.ª | Bangu | 0 – 6                            | Flamengo                                                                       | Rio de Janeiro                                                                          |  |
| 19:30                    |       | Súmula (FERJ) ge FlaEstatísticas | De Arrascaeta 9' · Gabi 14', 90+1' · Leo Pereira 43', 79' · Matheus França 74' | Estádio: Maracanã Público: 63 450 Renda: R$ 1 543 939,50 Árbitro: RJ Bruno Mota Correia |  |

| 16 de março C. – Semi/ida | Vasco da Gama | 0 – 1                            | Flamengo        | Rio de Janeiro                                                                                        |  |
| 20:00                     |               | Súmula (FERJ) ge FlaEstatísticas | Gabi 41' (pen.) | Estádio: Maracanã Público: 37 867 Renda: R$ 1 139 360,00 Árbitro: RJ Felipe da Silva Gonçalves Paludo |  |

| 20 de março C. – Semi/volta | Flamengo         | 1 – 0                            | Vasco da Gama | Rio de Janeiro                                                                            |  |
| 16:00                       | Willian Arão 53' | Súmula (FERJ) ge FlaEstatísticas |               | Estádio: Maracanã Público: 58 478 Renda: R$ 1 878 995,00 Árbitro: RJ Rafael Martins de Sá |  |

| 30 de março C. – Final/ida | Flamengo | 0 – 2                            | Fluminense    | Rio de Janeiro                                                                                             |  |
| 21:40                      |          | Súmula (FERJ) ge FlaEstatísticas | Cano 82', 84' | Estádio: Maracanã Público: 52 821 Renda: R$ 1 981 762,50 Árbitro: RJ Wagner do Nascimento Magalhães (FIFA) |  |

### Abril
| 2 de abril C. – Final/volta | Fluminense | 1 – 1                            | Flamengo | Rio de Janeiro                                                                                    |  |
| 18:00                       | Cano 43'   | Súmula (FERJ) ge FlaEstatísticas | Gabi 28' | Estádio: Maracanã Público: 69 760 Renda: R$ 2 938 488,00 Árbitro: RJ Bruno Arleu de Araújo (FIFA) |  |

| 5 de abril Lib.–H/1.ª | Sporting Cristal | 0 – 2                                   | Flamengo                             | Lima                                                       |  |
| 19:30 (UTC–5)         |                  | Relatório (CONMEBOL) ge FlaEstatísticas | Bruno Henrique 22' · Matheuzinho 87' | Estádio: Nacional Público: 0 (PF) Árbitro: COL Jhon Ospina |  |

| 9 de abril Bra–1.ª | Atlético Goianiense | 1 – 1                                         | Flamengo           | Goiânia                                                                                                   |  |
| 19:00              | Wellington Rato 75' | Súmula (CBF) Borderô (CBF) ge FlaEstatísticas | Bruno Henrique 84' | Estádio: Antonio Accioly Público: 10 496 Renda: R$ 974 295,00 Árbitro: SC Bráulio da Silva Machado (FIFA) |  |

| 12 de abril Lib.–H/2.ª | Flamengo                                   | 3 – 1                                   | Talleres      | Rio de Janeiro                                                                         |  |
| 21:30 (UTC−3)          | Gabi 11' (pen.) · Éverton Ribeiro 26', 60' | Relatório (CONMEBOL) ge FlaEstatísticas | Fértoli 45+1' | Estádio: Maracanã Público: 42 915 Renda: R$ 2 427 420,00 Árbitro: VEN Jesús Valenzuela |  |

| 17 de abril Bra–2.ª | Flamengo                                | 3 – 1                                         | São Paulo            | Rio de Janeiro                                                                               |  |
| 16:00               | Gabi 24' · Isla 68' · De Arrascaeta 72' | Súmula (CBF) Borderô (CBF) ge FlaEstatísticas | Jonathan Calleri 40' | Estádio: Maracanã Público: 54 686 Renda: R$ 2 204 064,00 Árbitro: RS Anderson Daronco (FIFA) |  |

| 20 de abril Bra–4.ª | Flamengo | 0 – 0                                         | Palmeiras | Rio de Janeiro                                                                                     |  |
| 19:30               |          | Súmula (CBF) Borderô (CBF) ge FlaEstatísticas |           | Estádio: Maracanã Público: 69 997 Renda: R$ 2 626 305,00 Árbitro: GO Wilton Pereira Sampaio (FIFA) |  |

| 23 de abril Bra–3.ª | Athletico Paranaense | 1 – 0                                         | Flamengo | Curitiba                                                                                          |  |
| 16:30               | Terans 31' (pen.)    | Súmula (CBF) Borderô (CBF) ge FlaEstatísticas |          | Estádio: Arena da Baixada Público: 22 659 Renda: R$ 1 079 455,00 Árbitro: SP Raphael Claus (FIFA) |  |

| 28 de abril Lib.–H/3.ª | Universidad Católica                 | 2 – 3                                   | Flamengo                  | Santiago                                                  |  |
| 18:00 (UTC−4)          | Isla 16' (g.c.) · Pablo 90+4' (g.c.) | Relatório (CONMEBOL) ge FlaEstatísticas | Gabi 8', 35' · Lázaro 85' | Estádio: San Carlos de Apoquindo Árbitro: VEN José Argote |  |

### Maio
| 1 de maio C.B./3.ª/Ida | Altos      | 1 – 2                                        | Flamengo                   | Teresina                                                                                              |  |
| 18:00                  | Manoel 63' | Súmula (CBF) Borderô (CBF) ge FlaEstatística | Pedro 64' · João Gomes 79' | Estádio: Albertão Público: 30 460 Renda: R$ 3 640 000,00 Árbitro: SP Flávio Rodrigues de Souza (FIFA) |  |

| 4 de maio Lib.–H/4.ª | Talleres                             | 2 – 2                                  | Flamengo                      | Córdova                                                |  |
| 19:00 (UTC−3)        | Willian Arão 34' (g.c.) · Santos 57' | Relatório (CONMEBOL) ge FlaEstatística | De Arrascaeta 50' · Pedro 69' | Estádio: Mario Alberto Kempes Árbitro: PAR Éber Aquino |  |

| 8 de maio Bra–5.ª | Flamengo | 0 – 1                                         | Botafogo   | Brasília                                                                                      |  |
| 11:00             |          | Súmula (CBF) Borderô (CBF) ge FlaEstatísticas | Erison 50' | Estádio: Arena BRB Público: 54 981 Renda: R$ 4 800 370,00 Árbitro: RS Anderson Daronco (FIFA) |  |

| 11 de maio C.B./3.ª/Volta | Flamengo                          | 2 – 0                          | Altos | Volta Redonda                                                                       |  |
| 19:30                     | Gabi 58' (pen.) · Victor Hugo 85' | Súmula (CBF) ge FlaEstatística |       | Estádio: Raulino de Oliveira Público: 13 077 Árbitro: SP Douglas Marques das Flores |  |

| 14 de maio Bra–6.ª | Ceará                          | 2 – 2                                        | Flamengo             | Fortaleza                                                                                                 |  |
| 16:30              | Mendoza 25' · Nino Paraíba 90' | Súmula (CBF) Borderô (CBF) ge FlaEstatística | Willian Arão 7', 38' | Estádio: Arena Castelão Público: 52 139 Renda: R$ 2 446 271,00 Árbitro: SP Luiz Flavio de Oliveira (FIFA) |  |

| 17 de maio Lib.–H/5.ª | Flamengo                                          | 3 – 0                                  | Universidad Católica | Rio de Janeiro                                                    |  |
| 21:30 (UTC−3)         | Willian Arão 7' · Éverton Ribeiro 37' · Pedro 90' | Relatório (CONMEBOL) ge FlaEstatística |                      | Estádio: Maracanã Público: 43 532 Árbitro: COL Jhon Ospina (FIFA) |  |

| 21 de maio Bra–7.ª | Flamengo  | 1 – 0                                        | Goiás | Rio de Janeiro                                                                                       |  |
| 16:30              | Pedro 17' | Súmula (CBF) Borderô (CBF) ge FlaEstatística |       | Estádio: Maracanã Público: 51 692 Renda: R$ 1 975 192,50 Árbitro: SC Bráulio da Silva Machado (FIFA) |  |

| 24 de maio Lib.–H/6.ª | Flamengo             | 2 – 1                                  | Sporting Cristal | Rio de Janeiro                                                                       |  |
| 21:30 (UTC−3)         | Isla 30' · Pedro 74' | Relatório (CONMEBOL) ge FlaEstatística | Gonzáles 85'     | Estádio: Maracanã Público: 38 100 Renda: R$ 1 631 156,00 Árbitro: VEN Alexis Herrera |  |

| 29 de maio Bra–8.ª | Fluminense      | 1 – 2                                        | Flamengo               | Rio de Janeiro                                                                            |  |
| 18:00              | Germán Cano 10' | Súmula (CBF) Borderô (CBF) ge FlaEstatística | Andreas 34' · Gabi 56' | Estádio: Maracanã Público: 57 919 Renda: R$ 2 137 932,50 Árbitro: SP Raphael Claus (FIFA) |  |

### Junho
| 5 de junho Bra–9.ª | Flamengo              | 1 – 2                                        | Fortaleza                   | Rio de Janeiro                                                                            |  |
| 16:00              | Éverton Ribeiro 45+4' | Súmula (CBF) Borderô (CBF) ge FlaEstatística | Robson 27' · Hércules 90+2' | Estádio: Maracanã Público: 63 975 Renda: R$ 2 484 322,50 Árbitro: RS Leandro Pedro Vuaden |  |

| 8 de junho Bra–10.ª | Bragantino       | 1 – 0                                        | Flamengo | Bragança Paulista                                                                                      |  |
| 20:30               | Luan Cândido 17' | Súmula (CBF) Borderô (CBF) ge FlaEstatística |          | Estádio: Nabi Abi Chedid Público: 8 627 Renda: R$ 301 700,00 Árbitro: GO Wilton Pereira Sampaio (FIFA) |  |

| 11 de junho Bra–11.ª | Internacional                                   | 3 – 1                                        | Flamengo    | Porto Alegre                                                                                          |  |
| 21:00                | Wanderson 1', 21' · Pedro Henrique 90+1' (pen.) | Súmula (CBF) Borderô (CBF) ge FlaEstatística | Andreas 57' | Estádio: Beira-Rio Público: 22 392 Renda: R$ 1 172 545,00 Árbitro: SC Bráulio da Silva Machado (FIFA) |  |

| 15 de junho Bra–12.ª | Flamengo                   | 2 – 0                                        | Cuiabá | Rio de Janeiro                                                                                    |  |
| 20:30                | Ayrton Lucas 6' · Gabi 78' | Súmula (CBF) Borderô (CBF) ge FlaEstatística |        | Estádio: Maracanã Público: 43 930 Renda: R$ 1 431 946,00 Árbitro: DF Savio Pereira Sampaio (FIFA) |  |

| 19 de junho Bra–13.ª | Atlético Mineiro                 | 2 – 0                                        | Flamengo | Belo Horizonte                                                                            |  |
| 16:00                | Nacho Fernández 34' · Ademir 84' | Súmula (CBF) Borderô (CBF) ge FlaEstatística |          | Estádio: Mineirão Público: 55 373 Renda: R$ 2 112 484,76 Árbitro: SP Raphael Claus (FIFA) |  |

| 22 de junho C.B./8.ª/Ida | Atlético Mineiro     | 2 – 1                                        | Flamengo   | Belo Horizonte                                                                                   |  |
| 21:30                    | Hulk 6' · Ademir 54' | Súmula (CBF) Borderô (CBF) ge FlaEstatística | Lázaro 79' | Estádio: Mineirão Público: 53 953 Renda: R$ 2 113 078,00 Árbitro: SP Luiz Flávio Oliveira (FIFA) |  |

| 25 de junho Bra–14.ª | Flamengo                                   | 3 – 0                                        | América Mineiro | Rio de Janeiro                                                                         |  |
| 19:00                | Gabi 40' · De Arrascaeta 70' · Marinho 90' | Súmula (CBF) Borderô (CBF) ge FlaEstatística |                 | Estádio: Maracanã Público: 42 931 Renda: R$ 1 437 355,25 Árbitro: SC Ramon Abatti Abel |  |

| 29 de junho Lib.–8ªs/ida | Deportes Tolima | 0 – 1                                  | Flamengo    | Ibagué                                                            |  |
| 19:30 (UTC−5)            |                 | Relatório (CONMEBOL) ge FlaEstatística | Andreas 17' | Estádio: Manuel Murillo Toro Árbitro: VEN Jesús Valenzuela (FIFA) |  |

### Julho
| 2 de julho Bra–15.ª | Santos                | 1 – 2                                         | Flamengo             | Santos                                                                                         |  |
| 19:00               | Vinícius Zanocelo 65' | Súmula (CBF) Borderô (CBF) ge FlaEstatísticas | Pedro 18' · Gabi 73' | Estádio: Vila Belmiro Público: 12 464 Renda: R$ 402 345,00 Árbitro: RS Anderson Daronco (FIFA) |  |

| 6 de julho Lib.–8ªs/volta | Flamengo                                                                      | 7 – 1                                  | Deportes Tolima | Rio de Janeiro                                                                            |  |
| 21:30 (UTC−3)             | Pedro 5', 47', 67', 79' · Quiñónes 20' (g.c.) · Gabi 56' · Matheus França 73' | Relatório (CONMEBOL) ge FlaEstatística | Quiñónes 63'    | Estádio: Maracanã Público: 61 871 Renda: R$ 4 015 176,50 Árbitro: PAR Mario Díaz de Vivar |  |

| 10 de julho Bra–16.ª | Corinthians        | 1 – 0                                         | Flamengo | São Paulo                                                                                       |  |
| 16:00                | Rodinei 51' (g.c.) | Súmula (CBF) Borderô (CBF) ge FlaEstatísticas |          | Estádio: Neo Química Arena Público: 43 708 Renda: R$ 3 670 673,50 Árbitro: SC Ramon Abatti Abel |  |

| 13 de julho CB/8.ª/volta | Flamengo                 | 2 – 0                                        | Atlético Mineiro | Rio de Janeiro                                                                                     |  |
| 21:30                    | De Arrascaeta 45+1', 65' | Súmula (CBF) Borderô (CBF) ge FlaEstatística |                  | Estádio: Maracanã Público: 68 747 Renda: R$ 3 423 620,25 Árbitro: GO Wilton Pereira Sampaio (FIFA) |  |

| 16 de julho Bra–17.ª | Flamengo                         | 2 – 0                                         | Coritiba | Brasília                                                                                               |  |
| 19:00                | Gustavo Henrique 12' · Diego 22' | Súmula (CBF) Borderô (CBF) ge FlaEstatísticas |          | Estádio: BRB Arena Público: 33 778 Renda: R$ 2 475 461,50 Árbitro: SP Flavio Rodrigues de Souza (FIFA) |  |

| 20 de julho Bra–18.ª | Flamengo                                         | 4 – 0                                         | Juventude | Brasília                                                                                             |  |
| 20:30                | Pedro 6', 12' · Éverton Ribeiro 17' · Lázaro 87' | Súmula (CBF) Borderô (CBF) ge FlaEstatísticas |           | Estádio: BRB Arena Público: 65 392 Renda: R$ 3 642 229,50 Árbitro: MG Paulo Cesar Zanovelli da Silva |  |

| 24 de julho Bra–19.ª | Avaí              | 1 – 2                                         | Flamengo       | Florianópolis                                                                            |  |
| 11:00                | Arthur Chaves 47' | Súmula (CBF) Borderô (CBF) ge FlaEstatísticas | Pedro 54', 83' | Estádio: Ressacada Público: 17 577 Renda: R$ 829 281,00 Árbitro: SP Raphael Claus (FIFA) |  |

| 27 de julho CB/4.ª/ida | Flamengo | 0 – 0                                        | Athletico Paranaense | Rio de Janeiro                                                                                   |  |
| 21:30                  |          | Súmula (CBF) Borderô (CBF) ge FlaEstatística |                      | Estádio: Maracanã Público: 65 271 Renda: R$ 4 175 455,50 Árbitro: SP Luiz Flávio Oliveira (FIFA) |  |

| 30 de julho Bra–20.ª | Flamengo                                                               | 4 – 1                                        | Atlético Goianiense | Rio de Janeiro                                                                               |  |
| 20:30                | Lázaro 21' · Marinho 23' · Arturo Vidal 32' (pen.) · Victor Hugo 45+4' | Súmula (CBF) Borderô (CBF) ge FlaEstatística | Wellington Rato 82' | Estádio: Maracanã Público: 64 040 Renda: R$ 2 470 440,25 Árbitro: RN Caio Max Augusto Vieira |  |

### Agosto
| 2 de agosto Lib.–4ªs/ida | Corinthians | 0 – 2                                  | Flamengo                     | São Paulo                                                                                       |  |
| 21:30 (UTC−3)            |             | Relatório (CONMEBOL) ge FlaEstatística | De Arrascaeta 37' · Gabi 51' | Estádio: Neo Química Arena Público: 45 349 Renda: R$ 5 386 291,50 Árbitro: ARG Patricio Loustau |  |

| 6 de agosto Bra–21.ª | São Paulo | 0 – 2                                        | Flamengo               | São Paulo                                                                             |  |
| 20:30                |           | Súmula (CBF) Borderô (CBF) ge FlaEstatística | Lázaro 6' · Gabi 90+4' | Estádio: Morumbi Público: 45 217 Renda: R$ 2 723 851,00 Árbitro: SC Ramon Abatti Abel |  |

| 9 de agosto Lib.–4ªs/volta | Flamengo  | 1 – 0                                  | Corinthians | Rio de Janeiro                                                                         |  |
| 21:30 (UTC−3)              | Pedro 52' | Relatório (CONMEBOL) ge FlaEstatística |             | Estádio: Maracanã Público: 68 418 Renda: R$ 5 387 254,50 Árbitro: URU Esteban Ostojich |  |

| 14 de agosto Bra–22.ª | Flamengo                                                              | 5 – 0                                        | Athletico Paranaense | Rio de Janeiro                                                                                     |  |
| 16:00                 | Fabrício Bruno 55', 58' · Ayrton Lucas 62' · Lázaro 71' · Pedro 90+2' | Súmula (CBF) Borderô (CBF) ge FlaEstatística |                      | Estádio: Maracanã Público: 62 716 Renda: R$ 3 319 083,75 Árbitro: GO Wilton Pereira Sampaio (FIFA) |  |

| 17 de agosto CB/4.ª/volta | Athletico Paranaense | 0 – 1                                        | Flamengo  | Curitiba                                                                                          |  |
| 21:30                     |                      | Súmula (CBF) Borderô (CBF) ge FlaEstatística | Pedro 57' | Estádio: Arena da Baixada Público: 38 054 Renda: R$ 1 380 415,00 Árbitro: SP Raphael Claus (FIFA) |  |

| 21 de agosto Bra–23.ª | Palmeiras          | 1 – 1                                        | Flamengo        | São Paulo                                                                                    |  |
| 16:00                 | Gustavo Scarpa 65' | Súmula (CBF) Borderô (CBF) ge FlaEstatística | Victor Hugo 29' | Estádio: Allianz Parque Público: 40 485 Renda: R$ 4 240 006,98 Árbitro: SC Ramon Abatti Abel |  |

| 24 de agosto CB/sf/ida | São Paulo          | 1 – 3                                        | Flamengo                                  | São Paulo                                                                                   |  |
| 21:30                  | Rodrigo Nestor 78' | Súmula (CBF) Borderô (CBF) ge FlaEstatística | João Gomes 12' · Gabi 67' · Everton 90+3' | Estádio: Morumbi Público: 51 365 Renda: R$ 6 238 678,00 Árbitro: RS Anderson Daronco (FIFA) |  |

| 28 de agosto Bra–24.ª | Botafogo | 0 – 1                                        | Flamengo         | Rio de Janeiro                                                                                           |  |
| 18:00                 |          | Súmula (CBF) Borderô (CBF) ge FlaEstatística | Arturo Vidal 58' | Estádio: Nilton Santos Público: 14 442 Renda: R$ 486 270,00 Árbitro: SP Flávio Rodrigues de Souza (FIFA) |  |

| 31 de agosto Lib.–sf/ida | Vélez Sarsfield | 0 – 4                                   | Flamengo                                    | Buenos Aires                                        |  |
| 21:30 (UTC−3)            |                 | Relatório (CONMEBOL) ge FlaEstatísticas | Pedro 32', 61', 83' · Éverton Ribeiro 45+1' | Estádio: José Amalfitani Árbitro: COL Wilmar Roldán |  |

### Setembro
| 4 de setembro Bra–25.ª | Flamengo | 1 – 1                                        | Ceará  | Rio de Janeiro                                                                                      |  |
| 11:00                  | Gabi 52' | Súmula (CBF) Borderô (CBF) ge FlaEstatística | Jô 44' | Estádio: Maracanã Público: 64 387 Renda: R$ 3 442 960,25 Árbitro: MG Paulo Cesar Zanovelli da Silva |  |

| 7 de setembro Lib.–sf/volta | Flamengo                | 2 – 1                                  | Vélez Sarsfield | Rio de Janeiro                                            |  |
| 21:30 (UTC−3)               | Pedro 42' · Marinho 68' | Relatório (CONMEBOL) ge FlaEstatística | Pratto 21'      | Estádio: Maracanã Público: 66 635 Árbitro: CHI Piero Maza |  |

| 11 de setembro Bra–26.ª | Goiás         | 1 – 1                                        | Flamengo           | Goiânia                                                                              |  |
| 19:00                   | Dieguinho 80' | Súmula (CBF) Borderô (CBF) ge FlaEstatística | Matheus França 86' | Estádio: Serrinha Público: 13 798 Renda: R$ 731 500,00 Árbitro: SC Ramon Abatti Abel |  |

| 14 de setembro CB/sf/volta | Flamengo          | 1 – 0                                        | São Paulo | Rio de Janeiro                                                                                     |  |
| 21:45                      | De Arrascaeta 35' | Súmula (CBF) Borderô (CBF) ge FlaEstatística |           | Estádio: Maracanã Público: 62 977 Renda: R$ 5 499 219,25 Árbitro: GO Wilton Pereira Sampaio (FIFA) |  |

| 18 de setembro Bra–27.ª | Flamengo | 1 – 2                                                                    | Fluminense                    | Rio de Janeiro                                                                            |  |
| 16:00                   | Gabi 83' | Súmula (CBF) Retificação da súmula (CBF) Borderô (CBF) ge FlaEstatística | Ganso 44' (pen.) · Nathan 75' | Estádio: Maracanã Público: 55 170 Renda: R$ 2 720 364,50 Árbitro: SP Raphael Claus (FIFA) |  |

| 28 de setembro Bra–28.ª | Fortaleza                                   | 3 – 2                                        | Flamengo               | Fortaleza                                                                                                   |  |
| 19:00                   | Pedro Rocha 17', 51' · Caio Alexandre 90+3' | Súmula (CBF) Borderô (CBF) ge FlaEstatística | Gabi 31', 45+4' (pen.) | Estádio: Arena Castelão Público: 46 299 Renda: R$ 2 378 774,00 Árbitro: SP Flávio Rodrigues de Souza (FIFA) |  |

### Outubro
| 1 de outubro Bra–29.ª | Flamengo                       | 4 – 1                                        | Bragantino         | Rio de Janeiro                                                                               |  |
| 19:00                 | Gabi 12' · Pedro 65', 69', 71' | Súmula (CBF) Borderô (CBF) ge FlaEstatística | Helinho 48' (pen.) | Estádio: Maracanã Público: 46 699 Renda: R$ 2 079 219,25 Árbitro: RS Anderson Daronco (FIFA) |  |

| 5 de outubro Bra–30.ª | Flamengo | 0 – 0                                        | Internacional | Rio de Janeiro                                                                                        |  |
| 21:30                 |          | Súmula (CBF) Borderô (CBF) ge FlaEstatística |               | Estádio: Maracanã Público: 43 710 Renda: R$ 1 883 571,00 Árbitro: SP Flávio Rodrigues de Souza (FIFA) |  |

| 8 de outubro Bra–31.ª | Cuiabá            | 1 – 2                                        | Flamengo                                | Cuiabá                                                                                          |  |
| 19:00                 | Rafael Gava 90+3' | Súmula (CBF) Borderô (CBF) ge FlaEstatística | Matheus França 57' · Marinho 65' (pen.) | Estádio: Arena Pantanal Público: 40 059 Renda: R$ 3 344 285,00 Árbitro: SP Raphael Claus (FIFA) |  |

|  | Corinthians |  | Flamengo |  |

| G             | 12 | Cássio          |     |     |
| LD            | 23 | Fagner          | 79' |     |
| Z             | 4  | Gil             |     |     |
| Z             | 31 | Fabián Balbuena |     |     |
| LE            | 26 | Fábio Santos    |     |     |
| V             | 33 | Fausto Vera     |     |     |
| V             | 37 | Du Queiroz      |     | 76' |
| M             | 8  | Renato Augusto  |     | 69' |
| M             | 28 | Adson           |     | 76' |
| M             | 10 | Róger Guedes    |     | 69' |
| A             | 9  | Yuri Alberto    | 56' |     |
| Reservas:     |    |                 |     |     |
| G             | 22 | Carlos Miguel   |     |     |
| Z             | 2  | Rafael Ramos    |     |     |
| Z             | 6  | Lucas Piton     |     |     |
| Z             | 30 | Robert Renan    |     |     |
| Z             | 34 | Raul Gustavo    |     |     |
| V             | 5  | Maycon          |     |     |
| V             | 11 | Giuliano        |     | 69' |
| V             | 17 | Ramiro          |     | 76' |
| V             | 21 | Vital           |     | 69' |
| V             | 24 | Víctor Cantillo |     |     |
| A             | 19 | Mosquito        |     | 76' |
| A             | 42 | Giovane         |     |     |
| Treinador:    |    |                 |     |     |
| Vítor Pereira |    |                 |     |     |

| G              | 20 | Santos          |     |     |
| LD             | 22 | Rodinei         |     |     |
| Z              | 23 | David Luiz      |     |     |
| Z              | 4  | Leo Pereira     |     |     |
| LE             | 16 | Filipe Luís     |     |     |
| V              | 8  | Thiago Maia     |     |     |
| V              | 35 | João Gomes      | 21' | 64' |
| M              | 7  | Éverton Ribeiro |     | 88' |
| M              | 14 | De Arrascaeta   |     | 84' |
| A              | 9  | Gabi            |     | 84' |
| A              | 21 | Pedro           |     |     |
| Reservas:      |    |                 |     |     |
| G              | 45 | Hugo Souza      |     |     |
| Z              | 6  | Ayrton Lucas    |     |     |
| Z              | 15 | Fabrício Bruno  |     | 88' |
| Z              | 30 | Pablo           |     |     |
| Z              | 34 | Matheuzinho     |     |     |
| M              | 10 | Diego           |     |     |
| M              | 29 | Victor Hugo     |     | 84' |
| V              | 32 | Arturo Vidal    |     | 64' |
| M              | 42 | Matheus França  |     |     |
| A              | 11 | Everton         |     | 84' |
| A              | 31 | Marinho         |     |     |
| A              | 46 | Matheusão       |     |     |
| Treinador:     |    |                 |     |     |
| Dorival Júnior |    |                 |     |     |

| G             | 12 | Cássio          |     |     |
| LD            | 23 | Fagner          | 79' |     |
| Z             | 4  | Gil             |     |     |
| Z             | 31 | Fabián Balbuena |     |     |
| LE            | 26 | Fábio Santos    |     |     |
| V             | 33 | Fausto Vera     |     |     |
| V             | 37 | Du Queiroz      |     | 76' |
| M             | 8  | Renato Augusto  |     | 69' |
| M             | 28 | Adson           |     | 76' |
| M             | 10 | Róger Guedes    |     | 69' |
| A             | 9  | Yuri Alberto    | 56' |     |
| Reservas:     |    |                 |     |     |
| G             | 22 | Carlos Miguel   |     |     |
| Z             | 2  | Rafael Ramos    |     |     |
| Z             | 6  | Lucas Piton     |     |     |
| Z             | 30 | Robert Renan    |     |     |
| Z             | 34 | Raul Gustavo    |     |     |
| V             | 5  | Maycon          |     |     |
| V             | 11 | Giuliano        |     | 69' |
| V             | 17 | Ramiro          |     | 76' |
| V             | 21 | Vital           |     | 69' |
| V             | 24 | Víctor Cantillo |     |     |
| A             | 19 | Mosquito        |     | 76' |
| A             | 42 | Giovane         |     |     |
| Treinador:    |    |                 |     |     |
| Vítor Pereira |    |                 |     |     |

| G              | 20 | Santos          |     |     |
| LD             | 22 | Rodinei         |     |     |
| Z              | 23 | David Luiz      |     |     |
| Z              | 4  | Leo Pereira     |     |     |
| LE             | 16 | Filipe Luís     |     |     |
| V              | 8  | Thiago Maia     |     |     |
| V              | 35 | João Gomes      | 21' | 64' |
| M              | 7  | Éverton Ribeiro |     | 88' |
| M              | 14 | De Arrascaeta   |     | 84' |
| A              | 9  | Gabi            |     | 84' |
| A              | 21 | Pedro           |     |     |
| Reservas:      |    |                 |     |     |
| G              | 45 | Hugo Souza      |     |     |
| Z              | 6  | Ayrton Lucas    |     |     |
| Z              | 15 | Fabrício Bruno  |     | 88' |
| Z              | 30 | Pablo           |     |     |
| Z              | 34 | Matheuzinho     |     |     |
| M              | 10 | Diego           |     |     |
| M              | 29 | Victor Hugo     |     | 84' |
| V              | 32 | Arturo Vidal    |     | 64' |
| M              | 42 | Matheus França  |     |     |
| A              | 11 | Everton         |     | 84' |
| A              | 31 | Marinho         |     |     |
| A              | 46 | Matheusão       |     |     |
| Treinador:     |    |                 |     |     |
| Dorival Júnior |    |                 |     |     |

| 15 de outubro Bra–32.ª | Flamengo    | 1 – 0                          | Atlético Mineiro | Rio de Janeiro                                                  |  |
| 20:30                  | Everton 37' | Súmula (CBF) ge FlaEstatística |                  | Estádio: Maracanã Público: 51 179 Árbitro: SC Ramon Abatti Abel |  |

|  | Flamengo |  | Corinthians |  |

| G              | 20 | Santos          |       |     |
| LD             | 22 | Rodinei         |       |     |
| Z              | 23 | David Luiz      |       |     |
| Z              | 4  | Leo Pereira     | 45+2' |     |
| LE             | 16 | Filipe Luís     |       |     |
| V              | 8  | Thiago Maia     | 42'   | 70' |
| V              | 32 | Arturo Vidal    |       | 61' |
| M              | 7  | Éverton Ribeiro |       |     |
| M              | 14 | De Arrascaeta   |       | 78' |
| A              | 9  | Gabi            |       |     |
| A              | 21 | Pedro           |       | 78' |
| Reservas:      |    |                 |       |     |
| G              | 1  | Diego Alves     |       |     |
| G              | 45 | Hugo Souza      |       |     |
| Z              | 6  | Ayrton Lucas    |       |     |
| Z              | 15 | Fabrício Bruno  |       | 70' |
| Z              | 30 | Pablo           |       |     |
| Z              | 34 | Matheuzinho     |       | 61' |
| M              | 10 | Diego           |       |     |
| M              | 29 | Victor Hugo     |       | 78' |
| M              | 42 | Matheus França  |       |     |
| A              | 11 | Everton         |       | 78' |
| A              | 31 | Marinho         |       |     |
| A              | 46 | Matheusão       |       |     |
| Treinador:     |    |                 |       |     |
| Dorival Júnior |    |                 |       |     |

| G             | 12 | Cássio          |       |           |
| Z             | 4  | Gil             |       |           |
| Z             | 31 | Fabián Balbuena |       |           |
| Z             | 26 | Fábio Santos    |       |           |
| LD            | 23 | Fagner          |       |           |
| V             | 37 | Du Queiroz      |       | 66'       |
| V             | 33 | Fausto Vera     | 79'   |           |
| M             | 8  | Renato Augusto  |       | 69'       |
| LE            | 6  | Lucas Piton     | 45+2' | 45'       |
| M             | 10 | Róger Guedes    |       | 69'       |
| A             | 9  | Yuri Alberto    |       |           |
| Reservas:     |    |                 |       |           |
| G             | 22 | Carlos Miguel   |       |           |
| Z             | 2  | Rafael Ramos    |       |           |
| Z             | 30 | Robert Renan    |       |           |
| Z             | 34 | Raul Gustavo    |       |           |
| V             | 5  | Maycon          |       | 77'       |
| V             | 11 | Giuliano        |       | 66'       |
| V             | 17 | Ramiro          |       |           |
| V             | 21 | Vital           |       | 77'       |
| M             | 28 | Adson           |       | 45' 90+1' |
| V             | 29 | Roni            |       |           |
| A             | 19 | Mosquito        |       | 90+1'     |
| A             | 42 | Giovane         |       |           |
| Treinador:    |    |                 |       |           |
| Vítor Pereira |    |                 |       |           |

| G              | 20 | Santos          |       |     |
| LD             | 22 | Rodinei         |       |     |
| Z              | 23 | David Luiz      |       |     |
| Z              | 4  | Leo Pereira     | 45+2' |     |
| LE             | 16 | Filipe Luís     |       |     |
| V              | 8  | Thiago Maia     | 42'   | 70' |
| V              | 32 | Arturo Vidal    |       | 61' |
| M              | 7  | Éverton Ribeiro |       |     |
| M              | 14 | De Arrascaeta   |       | 78' |
| A              | 9  | Gabi            |       |     |
| A              | 21 | Pedro           |       | 78' |
| Reservas:      |    |                 |       |     |
| G              | 1  | Diego Alves     |       |     |
| G              | 45 | Hugo Souza      |       |     |
| Z              | 6  | Ayrton Lucas    |       |     |
| Z              | 15 | Fabrício Bruno  |       | 70' |
| Z              | 30 | Pablo           |       |     |
| Z              | 34 | Matheuzinho     |       | 61' |
| M              | 10 | Diego           |       |     |
| M              | 29 | Victor Hugo     |       | 78' |
| M              | 42 | Matheus França  |       |     |
| A              | 11 | Everton         |       | 78' |
| A              | 31 | Marinho         |       |     |
| A              | 46 | Matheusão       |       |     |
| Treinador:     |    |                 |       |     |
| Dorival Júnior |    |                 |       |     |

| G             | 12 | Cássio          |       |           |
| Z             | 4  | Gil             |       |           |
| Z             | 31 | Fabián Balbuena |       |           |
| Z             | 26 | Fábio Santos    |       |           |
| LD            | 23 | Fagner          |       |           |
| V             | 37 | Du Queiroz      |       | 66'       |
| V             | 33 | Fausto Vera     | 79'   |           |
| M             | 8  | Renato Augusto  |       | 69'       |
| LE            | 6  | Lucas Piton     | 45+2' | 45'       |
| M             | 10 | Róger Guedes    |       | 69'       |
| A             | 9  | Yuri Alberto    |       |           |
| Reservas:     |    |                 |       |           |
| G             | 22 | Carlos Miguel   |       |           |
| Z             | 2  | Rafael Ramos    |       |           |
| Z             | 30 | Robert Renan    |       |           |
| Z             | 34 | Raul Gustavo    |       |           |
| V             | 5  | Maycon          |       | 77'       |
| V             | 11 | Giuliano        |       | 66'       |
| V             | 17 | Ramiro          |       |           |
| V             | 21 | Vital           |       | 77'       |
| M             | 28 | Adson           |       | 45' 90+1' |
| V             | 29 | Roni            |       |           |
| A             | 19 | Mosquito        |       | 90+1'     |
| A             | 42 | Giovane         |       |           |
| Treinador:    |    |                 |       |           |
| Vítor Pereira |    |                 |       |           |

| 22 de outubro Bra–33.ª | América Mineiro | 1 – 2                          | Flamengo                         | Belo Horizonte                                                |  |
| 19:00                  | Everaldo 12'    | Súmula (CBF) ge FlaEstatística | Matheus França 11' · Everton 23' | Estádio: Independência Árbitro: RS Jean Pierre Goncalves Lima |  |

| 25 de outubro Bra–34.ª | Flamengo                                      | 3 – 2                                        | Santos                             | Rio de Janeiro                                                                                    |  |
| 21:45                  | Pedro 45+4' · Marinho 78' · De Arrascaeta 86' | Súmula (CBF) Borderô (CBF) ge FlaEstatística | Alex 52' · Gabriel Carabajal 90+6' | Estádio: Maracanã Público: 44 679 Renda: R$ 1 597 301,00 Árbitro: GO Andre Luiz de Freitas Castro |  |

|  | Flamengo |  | Athletico |  |

| G              | 20 | Santos          |     |     |
| LD             | 22 | Rodinei         |     |     |
| Z              | 23 | David Luiz      |     |     |
| Z              | 4  | Leo Pereira     |     |     |
| LE             | 16 | Filipe Luís     |     | 20' |
| V              | 8  | Thiago Maia     |     | 71' |
| M              | 7  | Éverton Ribeiro |     |     |
| V              | 35 | João Gomes      |     |     |
| M              | 14 | De Arrascaeta   | 68' | 84' |
| A              | 9  | Gabi            |     | 84' |
| A              | 21 | Pedro           |     |     |
| Reservas:      |    |                 |     |     |
| G              | 1  | Diego Alves     |     |     |
| Z              | 15 | Fabrício Bruno  |     |     |
| Z              | 26 | Ayrton Lucas    |     | 20' |
| Z              | 30 | Pablo           |     |     |
| Z              | 34 | Matheuzinho     |     |     |
| M              | 2  | Erick Pulgar    |     |     |
| M              | 5  | Arturo Vidal    | 75' | 71' |
| M              | 10 | Diego           |     |     |
| M              | 29 | Victor Hugo     |     | 84' |
| M              | 42 | Matheus França  |     |     |
| A              | 18 | Everton         |     | 84' |
| A              | 31 | Marinho         |     |     |
| Treinador:     |    |                 |     |     |
| Dorival Júnior |    |                 |     |     |

| G                   | 1  | Bento             |          |     |
| LD                  | 13 | Khellven          |          |     |
| Z                   | 34 | Pedro Henrique    | 28', 43' |     |
| LE                  | 44 | Thiago Heleno     |          |     |
| V                   | 16 | Abner             |          |     |
| M                   | 50 | Fernandinho       |          |     |
| M                   | 17 | Hugo Moura        |          | 75' |
| M                   | 38 | Alex Santana      | 43'      | 46' |
| M                   | 8  | Vitor Bueno       |          | 57' |
| A                   | 11 | Vitinho           |          | 57' |
| A                   | 27 | Vitor Roque       |          | 65' |
| Reservas:           |    |                   |          |     |
| G                   | 12 | Anderson          |          |     |
| Z                   | 22 | Nicolás Hernández |          |     |
| Z                   | 24 | Luis Orejuela     |          |     |
| Z                   | 42 | Matheus Felipe    |          | 46' |
| Z                   | 48 | Pedrinho          |          |     |
| M                   | 18 | Cittadini         |          |     |
| M                   | 26 | Erick             |          |     |
| M                   | 28 | Tomás Cuello      |          |     |
| A                   | 5  | Pablo             |          | 65' |
| A                   | 9  | Canobbio          |          | 57' |
| A                   | 20 | Terans            |          | 75' |
| A                   | 35 | Rômulo            | 73'      | 57' |
| Treinador:          |    |                   |          |     |
| Luiz Felipe Scolari |    |                   |          |     |

| G              | 20 | Santos          |     |     |
| LD             | 22 | Rodinei         |     |     |
| Z              | 23 | David Luiz      |     |     |
| Z              | 4  | Leo Pereira     |     |     |
| LE             | 16 | Filipe Luís     |     | 20' |
| V              | 8  | Thiago Maia     |     | 71' |
| M              | 7  | Éverton Ribeiro |     |     |
| V              | 35 | João Gomes      |     |     |
| M              | 14 | De Arrascaeta   | 68' | 84' |
| A              | 9  | Gabi            |     | 84' |
| A              | 21 | Pedro           |     |     |
| Reservas:      |    |                 |     |     |
| G              | 1  | Diego Alves     |     |     |
| Z              | 15 | Fabrício Bruno  |     |     |
| Z              | 26 | Ayrton Lucas    |     | 20' |
| Z              | 30 | Pablo           |     |     |
| Z              | 34 | Matheuzinho     |     |     |
| M              | 2  | Erick Pulgar    |     |     |
| M              | 5  | Arturo Vidal    | 75' | 71' |
| M              | 10 | Diego           |     |     |
| M              | 29 | Victor Hugo     |     | 84' |
| M              | 42 | Matheus França  |     |     |
| A              | 18 | Everton         |     | 84' |
| A              | 31 | Marinho         |     |     |
| Treinador:     |    |                 |     |     |
| Dorival Júnior |    |                 |     |     |

| G                   | 1  | Bento             |          |     |
| LD                  | 13 | Khellven          |          |     |
| Z                   | 34 | Pedro Henrique    | 28', 43' |     |
| LE                  | 44 | Thiago Heleno     |          |     |
| V                   | 16 | Abner             |          |     |
| M                   | 50 | Fernandinho       |          |     |
| M                   | 17 | Hugo Moura        |          | 75' |
| M                   | 38 | Alex Santana      | 43'      | 46' |
| M                   | 8  | Vitor Bueno       |          | 57' |
| A                   | 11 | Vitinho           |          | 57' |
| A                   | 27 | Vitor Roque       |          | 65' |
| Reservas:           |    |                   |          |     |
| G                   | 12 | Anderson          |          |     |
| Z                   | 22 | Nicolás Hernández |          |     |
| Z                   | 24 | Luis Orejuela     |          |     |
| Z                   | 42 | Matheus Felipe    |          | 46' |
| Z                   | 48 | Pedrinho          |          |     |
| M                   | 18 | Cittadini         |          |     |
| M                   | 26 | Erick             |          |     |
| M                   | 28 | Tomás Cuello      |          |     |
| A                   | 5  | Pablo             |          | 65' |
| A                   | 9  | Canobbio          |          | 57' |
| A                   | 20 | Terans            |          | 75' |
| A                   | 35 | Rômulo            | 73'      | 57' |
| Treinador:          |    |                   |          |     |
| Luiz Felipe Scolari |    |                   |          |     |

### Novembro
| 2 de novembro Bra–35.ª | Flamengo           | 1 – 2                                        | Corinthians                       | Rio de Janeiro                                                                         |  |
| 21:30                  | Matheus França 48' | Súmula (CBF) Borderô (CBF) ge FlaEstatística | Du Queiroz 42' · Yuri Alberto 74' | Estádio: Maracanã Público: 60 369 Renda: R$ 2 358 262,00 Árbitro: SC Ramon Abatti Abel |  |

| 6 de novembro Bra–36.ª | Coritiba              | 1 – 0                                        | Flamengo | Curitiba                                                                                     |  |
| 16:00                  | Alef Manga 57' (pen.) | Súmula (CBF) Borderô (CBF) ge FlaEstatística |          | Estádio: Couto Pereira Público: 32 021 Renda: R$ 862 850,00 Árbitro: SP Raphael Claus (FIFA) |  |

| 9 de novembro Bra–37.ª | Juventude                       | 2 – 2                                        | Flamengo                      | Caxias do Sul                                                                                        |  |
| 21:30                  | Paulo Henrique 35' · Jadson 42' | Súmula (CBF) Borderô (CBF) ge FlaEstatística | Matheuzinho 1' · Werton 90+1' | Estádio: Alfredo Jaconi Público: 5 231 Renda: R$ 103 780,00 Árbitro: PE Rodrigo Jose Pereira de Lima |  |

| 12 de novembro Bra–38.ª | Flamengo       | 1 – 2                                        | Avaí                              | Rio de Janeiro                                                                                  |  |
| 16:00                   | Ton 42' (g.c.) | Súmula (CBF) Borderô (CBF) ge FlaEstatística | Marcinho 45+5' · Felipe Silva 79' | Estádio: Maracanã Público: 63 077 Renda: R$ 2 276 626,50 Árbitro: SP Edina Alves Batista (FIFA) |  |